# 階見村
階見村（しなみむら）は、広島県甲奴郡にあった村。現在の府中市、神石郡神石高原町の一部にあたる。

## 地理
芦田川支流・矢多田川の上流域に位置していた。

## 歴史
- 1889年（明治22年）4月1日、町村制の施行により、甲奴郡階見村が単独で村制施行し、階見村が発足[1][2]。佐倉村、井永村、水永村、斗升村、岡屋村、階見村の町村組合を結成し役場を岡屋村に設置[2]。
- 1895年（明治28年）10月1日、本村を除く組合村が合併して清岳村を新設[3]。
- 1925年（大正14年）電灯点灯[2]。
- 1954年（昭和29年）3月31日、階見村が分割され、大部分は甲奴郡上下町、矢野村、清岳村、吉野村と合併し上下町が存続[1][2]。残部は神石郡高蓋村に編入され廃止[1][2]。

### 地名の由来
弘安年間、地内八幡神社を石清水八幡宮から勧請した際、当村太夫が奉迎帰国の途中、海上で暴風に遭遇し、その海の波の様子があたかも潮浪白馬のようであったので白馬山八幡宮と称し、当地を白浪の郷と称した。その白浪がその後、階見となった。

## 産業
- 農業[2]

## 名所・旧跡
- 八幡神社[2]